# Marchiol Emisfero/2014
Deze pagina geeft een overzicht van de Marchiol Emisfero-wielerploeg in 2014.

## Algemeen
Algemeen manager: Giuseppe Lorenzetto
Teammanager: Mirco Lorenzetto
Ploegleider: Matteo Chittaro
Fietsmerk: Merida

## Renners
| Naam                       | Geboortedatum | Nationaliteit | Ploeg 2013         |
| -------------------------- | ------------- | ------------- | ------------------ |
| Simone Antonini            | 12-02-1991    | Italië        |                    |
| Raffaello Bonusi           | 31-01-1992    | Italië        |                    |
| Enea Cambianica (tot 30-6) | 12-11-1989    | Zwitserland   |                    |
| Alberto Cecchin            | 08-08-1989    | Italië        | Team Nippo-De Rosa |
| Marco Filisetti            | 04-05-1993    | Italië        |                    |
| Enrico Franzoi             | 08-08-1982    | Italië        |                    |
| Paolo Lunardon             | 17-01-1992    | Italië        |                    |
| Antonio Nibali             | 23-09-1992    | Italië        |                    |
| Gianluca Ocanha (tot 30-6) | 28-06-1994    | Zwitserland   |                    |
| Francesco Sedaboni         | 03-08-1991    | Italië        |                    |
| Andrea Vaccher             | 21-09-1988    | Italië        |                    |
| Andrea Vendrame            | 20-07-1994    | Italië        |                    |
| Andrea Zanardini           | 03-12-1993    | Italië        |                    |
| Stagiair(s)                |               |               |                    |
| Miloš Borisavljević        | 09-03-1994    | Servië        |                    |

## Overwinningen
Trofeo Edil C
Winnaar: Andrea Vaccher
Giro delle Regione Friuli Venezia Giulia
1e etappe (A): Ploegentijdrit
Eindklassement: Simone Antonini
Veldrit van Primel
Winnaar: Enrico Franzoi
2014 · 2015 · 2016